# L'Hermine (revue)
Pour les articles homonymes, voir Hermine (homonymie).
La revue L'Hermine. Revue artistique & littéraire de Bretagne a été fondée en janvier 1889 par Louis Tiercelin, qui la dirigera pendant 22 ans jusqu'en 1911.

## Création
La revue littéraire de langue française L'Hermine. Revue artistique & littéraire de Bretagne a été créée par le poète Louis Tiercelin, avec le soutien du musicien Guy Ropartz, et a eu une grande part, de l'aveu d'Anatole Le Braz,,  dans la naissance du mouvement régionaliste breton qui apparaîtra au grand jour en 1898 avec la fondation de l'Union régionaliste bretonne. Le futur président de celle-ci, Le Braz lui-même, y fait paraître, dès janvier 1892, un long poème en français, Tryphina Keranglas, qui établit sa réputation comme poète engagé pour la Bretagne.
En Bretagne, dans les salons Gaze à Rennes, les banquets de l’Hermine, sont célèbres. Ils prennent la relève des Dîners celtiques fondés en 1879 et organisés par Narcisse Quellien autour de Ernest Renan. Les écrivains les plus connus (Charles Le Goffic, Anatole Le Braz, François-Marie Luzel) s’y retrouvent, mais on lit aussi les vers de jeunes talents comme Tanguy Malmanche – dont trois textes en langue bretonne y furent publiés – et bien des poètes de l’époque ont dû leur notoriété à la revue (Eugène Herpin, Sophie Hüe, Jos Parker, Marie de Valandré, etc).
Le Rennais Édouard Beaufils, secrétaire de L’Hermine, y publie son « Bulletin séparatiste de la Bretagne autonome ».